# 意大利佛教

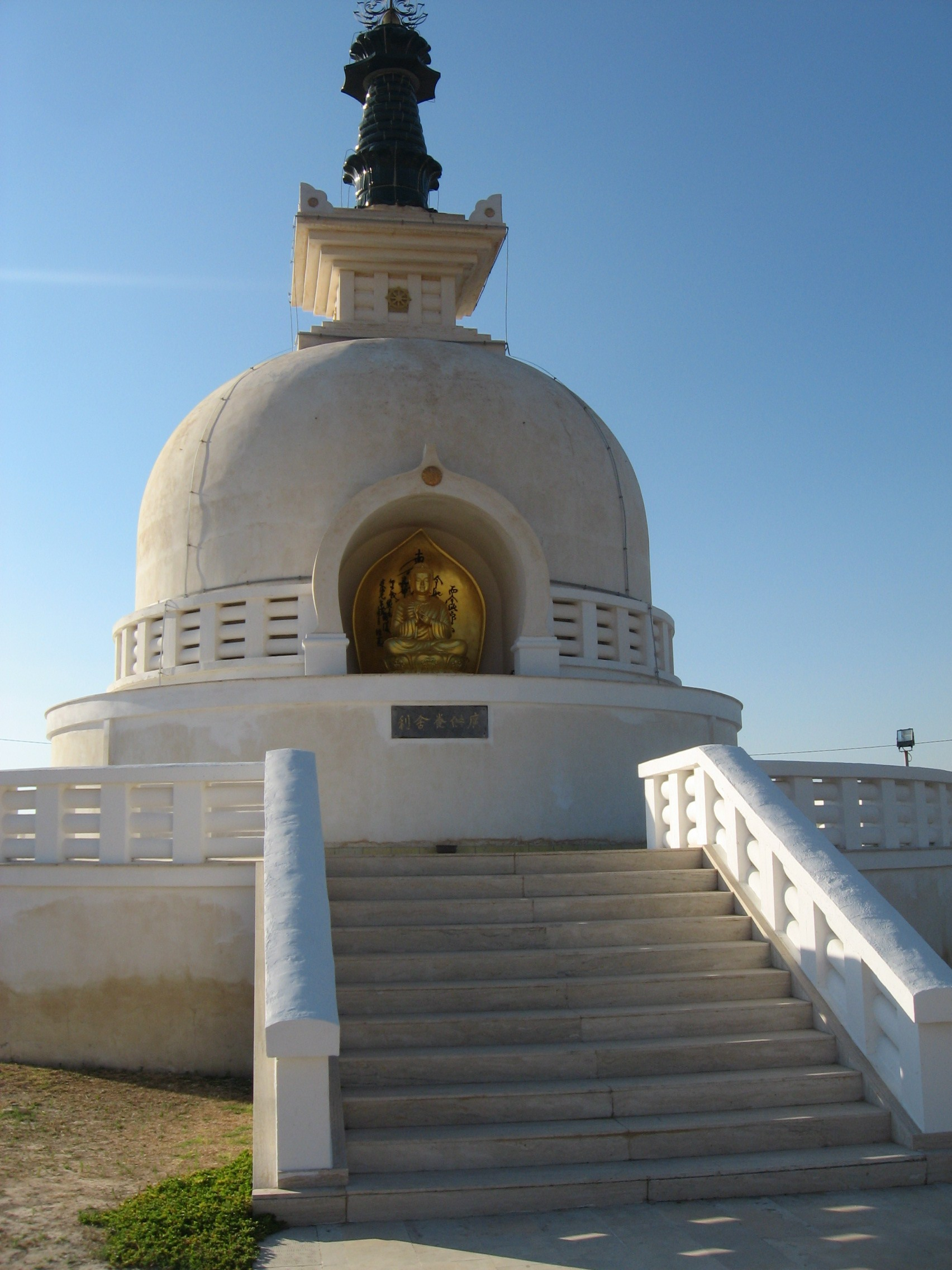
位于的拉古萨省科米索的和平塔

佛教是意大利境内分布第三广泛的宗教，仅次于天主教与伊斯兰教，现有佛教徒160,000人左右，约占其人口的0.3%。

## 历史
一些资料显示，尽管数量稀少，佛教有可能在古罗马时代便在意大利得到实践，并有可能由于罗马帝国晚期对异教徒的迫害而消失。
当代意大利佛教始为人知缘起于20世纪60年代一些佛教中心的建立。1985年，欧洲佛教联盟成员——意大利佛教联盟于米兰成立，于1991年受到意大利总统承认，并于2007年根据意大利宪法第8条（规范与宗教少数群体的关系的条款）与意大利政府签署协议，该协议于2012年成为法律。